# Armija Njemen
Armija Njemen (njem. Njemenarmee / Armeeoberkommando Njemen / A.O.K. Njemen) je bila vojna formacija njemačke vojske u Prvom svjetskom ratu. Tijekom Prvog svjetskog rata djelovala je na Istočnom bojištu.

## Povijest
Armija Njemen formirana je 26. svibnja 1915. godine od jedinica dotadašnje 8. armije. Sama 8. armija je, nakon što je većina njezinih jedinica ušla u sastav novoformirane Armije Njemen, još jedno vrijeme pod zapovjedništvom general topništva Friedricha von Scholtza nastavila s djelovanjem da bi konačno bila rasformirana 28. rujna 1915. godine. 
Sjedište stožera Armije Njemen bilo je u Schaulenu, a njezinim zapovjednikom je postao general pješaštva Otto von Below kojemu je načelnik stožera bio general bojnik Alfred von Böckmann. Armija Njemen je sudjelovala u ofenzivi Gorlice-Tarnow (1. svibanj – 18. rujan 1915.), te je držala položaje u Kurlandiji i Litvi na krajnjem sjeveru njemačkog vojnog rasporeda na Istočnom bojištu.
Armija Njemen je 30. prosinca 1915. preimenovana u 8. armiju, te je tada pod tim imenom prestala postojati.

## Zapovjednici
Otto von Below (26. svibnja 1915. – 30. prosinca 1915.)

## Načelnici stožera
Alfred von Böckmann (6. srpnja 1915. – 17. srpnja 1916.)

## Bitke
Ofenziva Gorlice-Tarnow (1. svibanj – 18. rujan 1915.)

## Vanjske poveznice
(eng.) Armija Njemen na stranici PrussianMachine.com

(njem.) Armija Njemen na stranici Deutschland14-18.de  Arhivirana inačica izvorne stranice od 23. rujna 2015. (Wayback Machine)

(njem.) Armija Njeman na stranici Wiki-de.genealogy.net